# Rio Zambeze
O Zambeze (em inglês:  Zambezi ou Zambesi) é um grande rio da África Austral, principal componente da bacia do Zambeze, sendo também o maior dos rios africanos que desaguam no oceano Índico.

## Curso
O Zambeze nasce na Zâmbia, a 30 km da fronteira com Angola. Este rio drena ao longo de 2 574 km, entrando em território angolano no Cazombo e sai a sul do Lumbala-Caquengue, sempre no município do Alto Zambeze, província do Moxico. A sua importância em Angola é devida principalmente à extensa bacia hidrográfica de 150 800 km² apenas em território angolano. Todos os rios no quadrante sudeste de Angola são afluentes do Zambeze. O rio, depois, estabelece a fronteira entre a Zâmbia e o Zimbábue e atravessa Moçambique de oeste para leste, para desaguar no oceano Índico num enorme delta. A parte mais espetacular do seu curso são as Cataratas de Vitória, as segundas maiores do mundo, com 1 708 m de extensão e uma queda de 99 m. Este monumento natural foi inscrito pela UNESCO em 1989 na lista dos locais que são Património da Humanidade.
O Zambeze tem ainda outras quedas de água importantes, entre as quais as Cataratas Chavuma, próximas da fronteira Angola-Zâmbia e as Ngonye Falls, perto de Sioma, na região ocidental da Zâmbia.
As planícies de inundação do Zambeze, também no oeste da Zâmbia, são a terra do povo lozi, cujo chefe tem duas “capitais”: Lealui e Limulunga. No tempo das chuvas, a corte dos Lozi muda-se para Limulunga, que não fica inundada e este evento é considerado uma das grandes festividades da Zâmbia, o Kuomboka.
Existem duas grandes barragens no rio Zambeze: Kariba, na fronteira entre a Zâmbia e o Zimbábue (e gerida conjuntamente) e Cahora Bassa, em Moçambique. Estas barragens são uma das maiores fontes de energia elétrica para a sub-região da África Austral e as suas albufeiras são igualmente palco de importantes pescarias.

## História da exploração
A região do Zambeze era conhecida pelos geógrafos medievais como o Império de Monomotapa, e o curso do rio, bem como a posição dos lagos Ngami e Niasa, foram dados de forma bastante precisa nos mapas iniciais. Estes provavelmente foram construídos a partir de informações árabes.[carece de fontes?]
O primeiro europeu a visitar o interior do rio Zambeze foi o degredado português António Fernandes em 1511 e novamente em 1513, com o objetivo de informar sobre as condições comerciais e as atividades do interior da África Central. O relatório final destas explorações revelou a importância dos portos do Zambeze superior para o sistema comercial local, em particular para o comércio de ouro da África Oriental.[carece de fontes?]
A primeira exploração do Zambeze superior foi feita por David Livingstone em sua exploração de Bechuanalândia entre 1851 e 1853. Dois ou três anos mais tarde desceu o Zambeze até à sua foz e no curso desta viagem descobriu as Cataratas de Vitória. Entre 1858 e 1860, acompanhado por John Kirk, Livingstone subiu o rio pela boca do Kongone até às quedas,  e alcançou o lago Niassa.[carece de fontes?]
Durante os próximos 35 anos, muito pouca exploração do rio ocorreu. O explorador português Serpa Pinto examinou alguns dos afluentes ocidentais do rio e fez medições das Cataratas Vitória em 1878. Em 1884 o missionário dos irmãos de Plymouth Frederick Stanley Arnot viajou entre os divisores de águas do Zambeze e do Congo, e identificou a fonte do Zambeze. Ele considerou que Kalene Hill, um local alto e frio era um lugar particularmente adequado para uma missão. Arnot foi acompanhado pelo comerciante português e oficial do exército António da Silva Porto. Em 1889 o canal de Chinde a norte da foz principal do rio foi descoberto. Duas expedições lideradas pelo Major A. St Hill Gibbons em 1895 a 1896 e 1898 a 1900 continuaram o trabalho de exploração iniciado por Livingstone na bacia superior e curso central do rio.[carece de fontes?]

## Afluentes principais
- Rio Kabompo
- Rio Lungué-Bungo
- Rio Cuando
- Rio Kafue[1]
- Rio Luangwa
- Rio Revuboè
- Rio Muarazi
- Rio Luenha[2]
- Rio Chire

## Vida selvagem
Nas margens do Zambeze e afluentes há abundância de biodiversidade. É famoso o marisco proveniente do Zambeze. Os hipopótamos são comuns nas partes calmas do rio, e estão presentes também os crocodilos-do-nilo e outros répteis, incluindo algumas espécies de lagarto-monitor.
O Zambeze abriga mais de cem de espécies de peixe, algumas das quais são endêmicas ao rio. Espécies importantes incluem os Cichlidae, Siluriformes, o tubarão-do-zambeze, o Hydrocynus vittatus (conhecido como peixe-tigre), e outras espécies grandes.

## Galeria de fotos

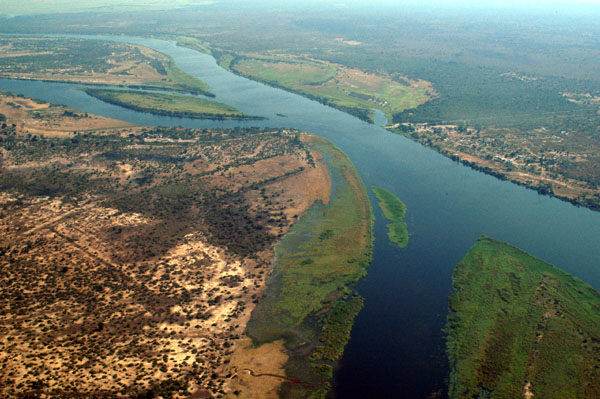
Zambeze fazendo a fronteira entre Botsuana, Namíbia, Zâmbia e Zimbábue
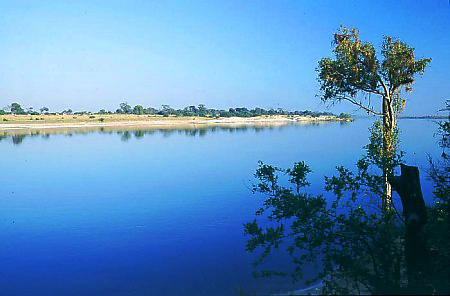
O rio na Zâmbia
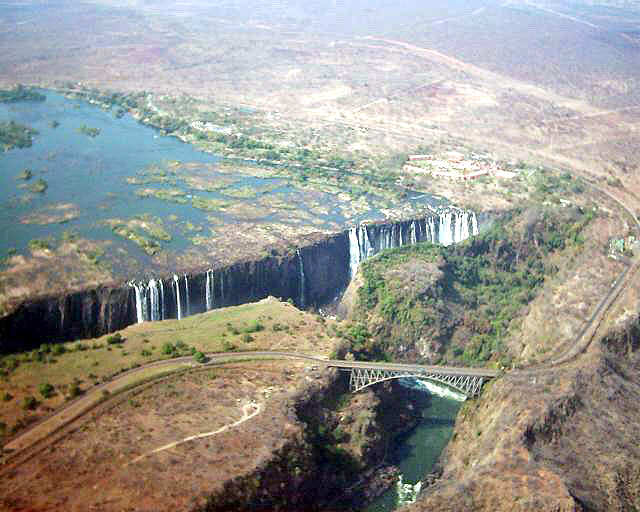
Cataratas Vitória
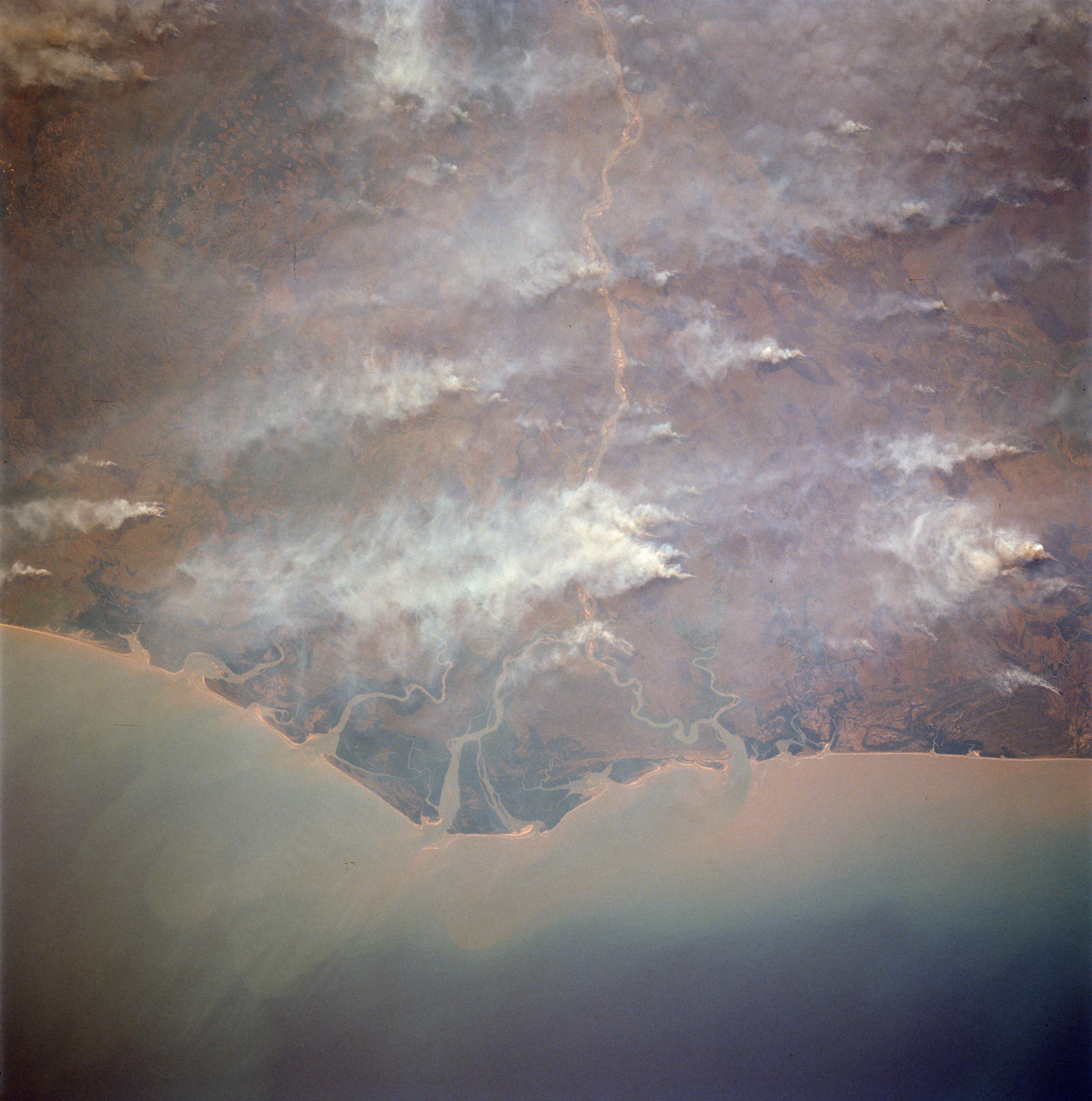
Delta do Zambeze, em Moçambique